# Свобода в изгнании
«Свобода в изгнании. Автобиография Его Святейшества Далай-ламы Тибета» (англ. Freedom in Exile: The Autobiography of the Dalai Lama) — автобиография, написанная Далай-ламой XIV в 1991 году.

## Описание книги
Свобода в изгнании это вторая автобиографическая книга Далай-ламы XIV, опубликованная в 1991 году. Первая автобиография, Моя страна и мой народ, была издана в 1962 году, через несколько лет после того, как Далай-лама вынужденно покинул Тибет после восстания 1959 года, но до того, как он стал международно знаменитым.
Во введении книги Свобода в изгнании Далай-лама объяснил, что написал её «в противовес китайским претензиям и дезинформации» об истории Тибета, его культуре и религии. В посвящении книги Далай-лама просит международное сообщество помочь Тибету быть свободным и независимым (англ. Help Tibet to be free, to be independent). Название Свобода в изгнании, по словам Далай-ламы, отражает ту свободу, которой он наслаждается в Индии.
Идея второй автобиографии пришла от британского журналиста А.Нормана (Alexander Norman). Издание Свободы в изгнании было приурочено к революциям 1989 года и получению Далай-ламой Нобелевской премии мира.
Автобиография начинается с описания «рождения в семье мелких фермеров», описывает историю признания его реинкарнацией Далай-ламы XIII, бурные взаимоотношения с Китаем и последующую жизнь в Индии.

## Издания книги
На английском языке
- Dalai Lama XIV. Freedom in Exile: The Autobiography of The Dalai Lama. — HarperOne, 1991. — 320 с. — ISBN 978-0060987015.

На русском языке
- Свобода в изгнании. Автобиография Его Святейшества Далай-ламы Тибета. — М.: Нартанг, 1992. — 272 с.